# Peripoli
Peripoli is een historisch motorfietsmerk dat ook bekend was als Giulietta en Giulietta-Peripoli.
Fratelli Peripoli S.n.c, Alte, Vicenza, later Montecchio Maggiore. 
Italiaans bedrijf dat in 1957 lichte motorfietsen en bromfietsen ging produceren met Demm- en Zündapp-tweetaktblokjes. In 1962 verscheen de Giulietta 98 cc bromfiets en waarschijnlijk ging men vanaf dat moment onder de merknaam Giulietta en Giulietta-Peripoli produceren, want ook een 50 cc scooter droeg die naam. 
Ook in de jaren zeventig en tachtig werden 49- en 100 cc machientjes met tweetaktblokken van Sachs, ILO en Franco Morini gemaakt. 